# Pyramid Rock (Hawaii)

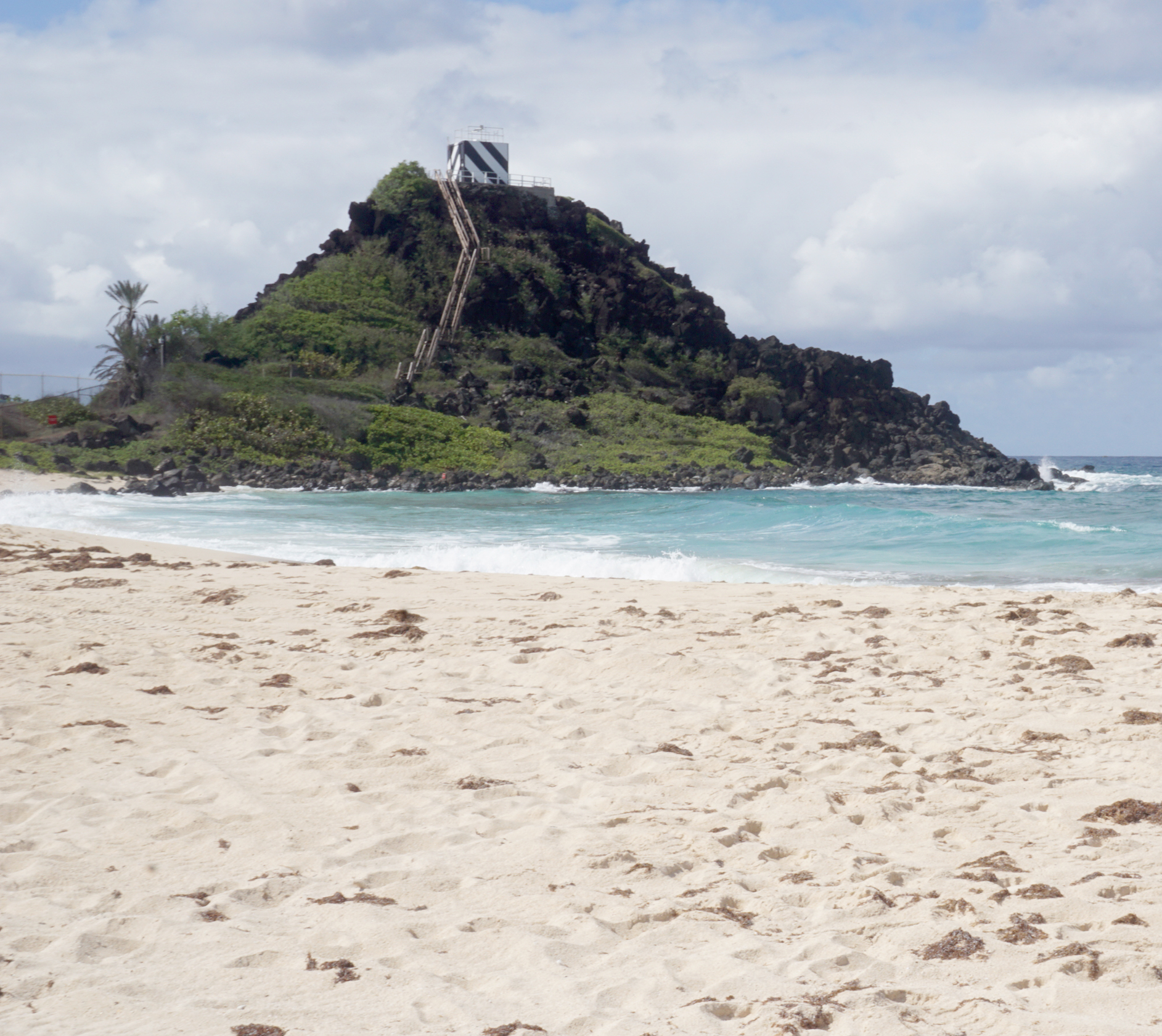
Pyramid Rock

Der Pyramid Rock ist eine Felsformation aus Basaltlava auf der Insel Oʻahu im US-Bundesstaat Hawaii. Sie hat die Form einer Pyramide.

## Beschreibung
Der Fels liegt auf der Mokapu-Halbinsel am südlichen Ende der Kaneʻohe Bay, der größten geschützten Bucht von Hawaii, auf dem Gebiet der Marine Corps Base Hawaii. An dem ursprünglich 27 m hohen Felsen wurde 1941 die obere Spitze abgetragen und ein Gebäude aus Beton mit einem Navigationslicht errichtet. Es leitet Schiffe in die Bucht und überblickt den gleichnamigen Strand.

## Militärübungen
Im Rahmen der weltweit größten internationalen Seemanöver der RIMPAC-Staaten finden am Pyramid Rock regelmäßig militärische Übungen mit Amphibienfahrzeugen statt. An dem Manöver 2008 waren an diesem Strand erst zwei Staaten (USA und Indonesien), 2018 bereits elf Staaten (USA, Indonesien, Japan, Südkorea, Australien, Neuseeland, Malaysia, Sri Lanka, Chile, Philippinen und Tonga) beteiligt.

## Galerie

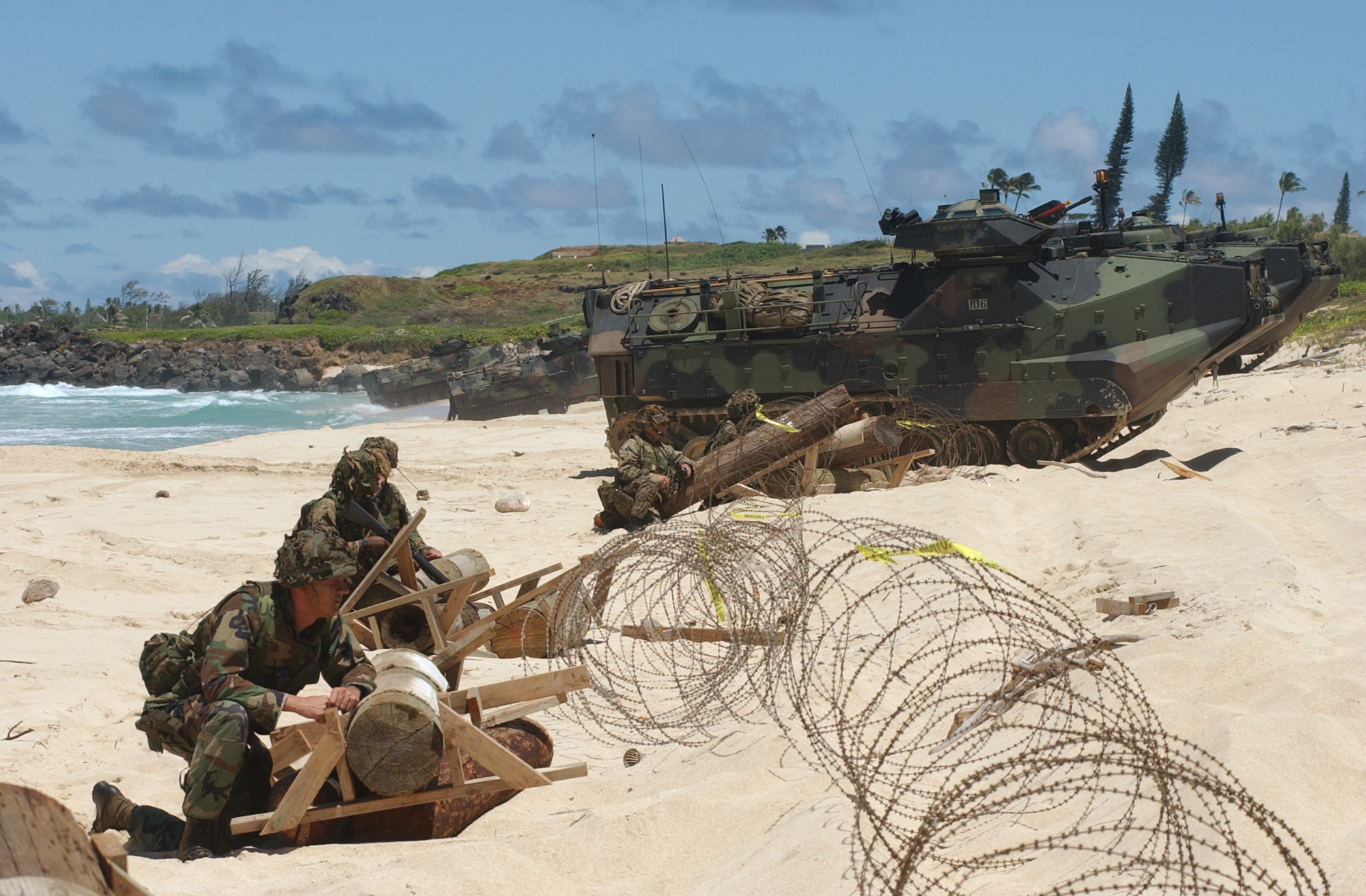
Amphibisches Angriffsfahrzeug und Mannschaft am Pyramid Rock Beach (2004)
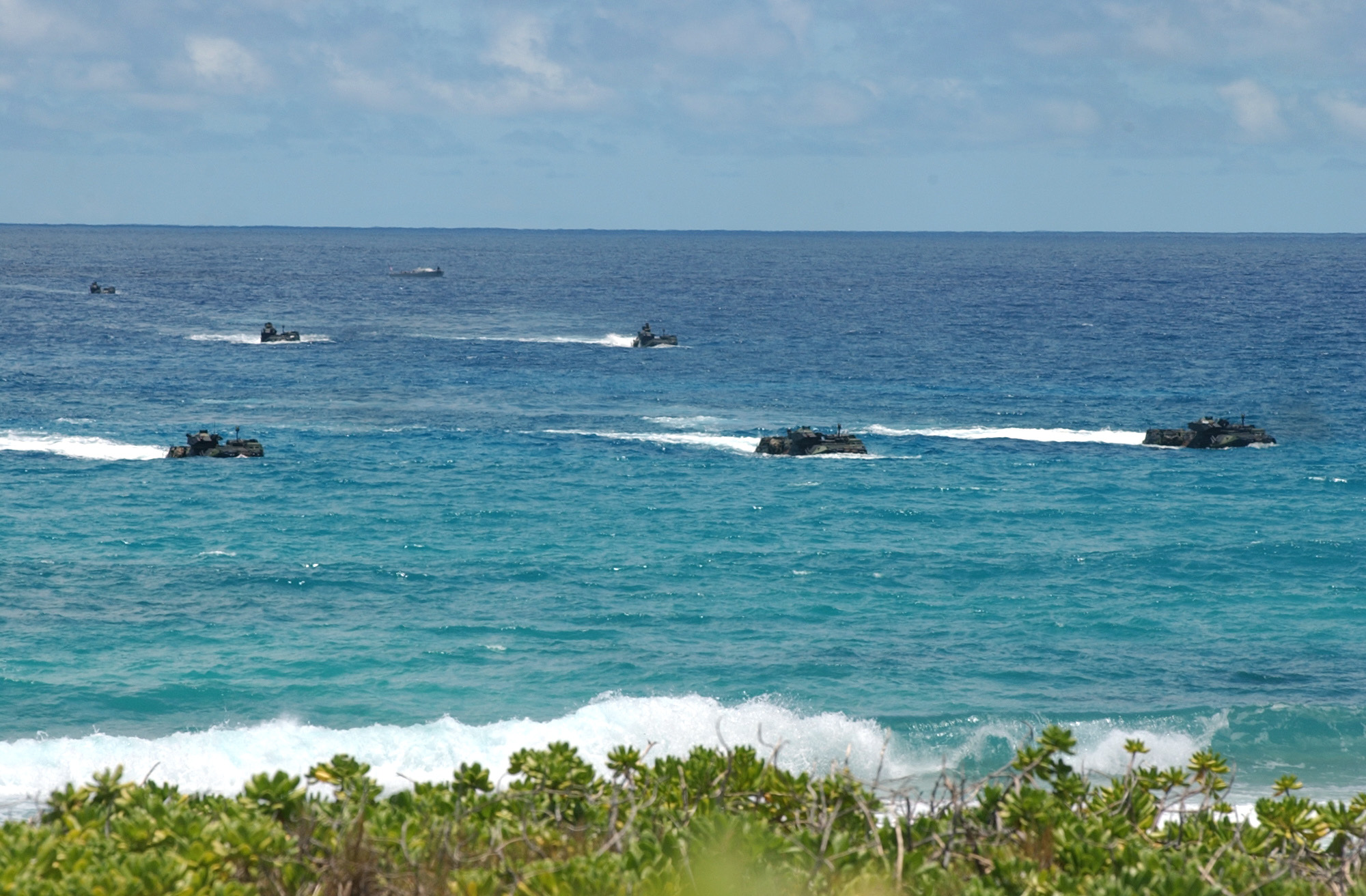
Seemanöver am Pyramid Rock Beach (2004)
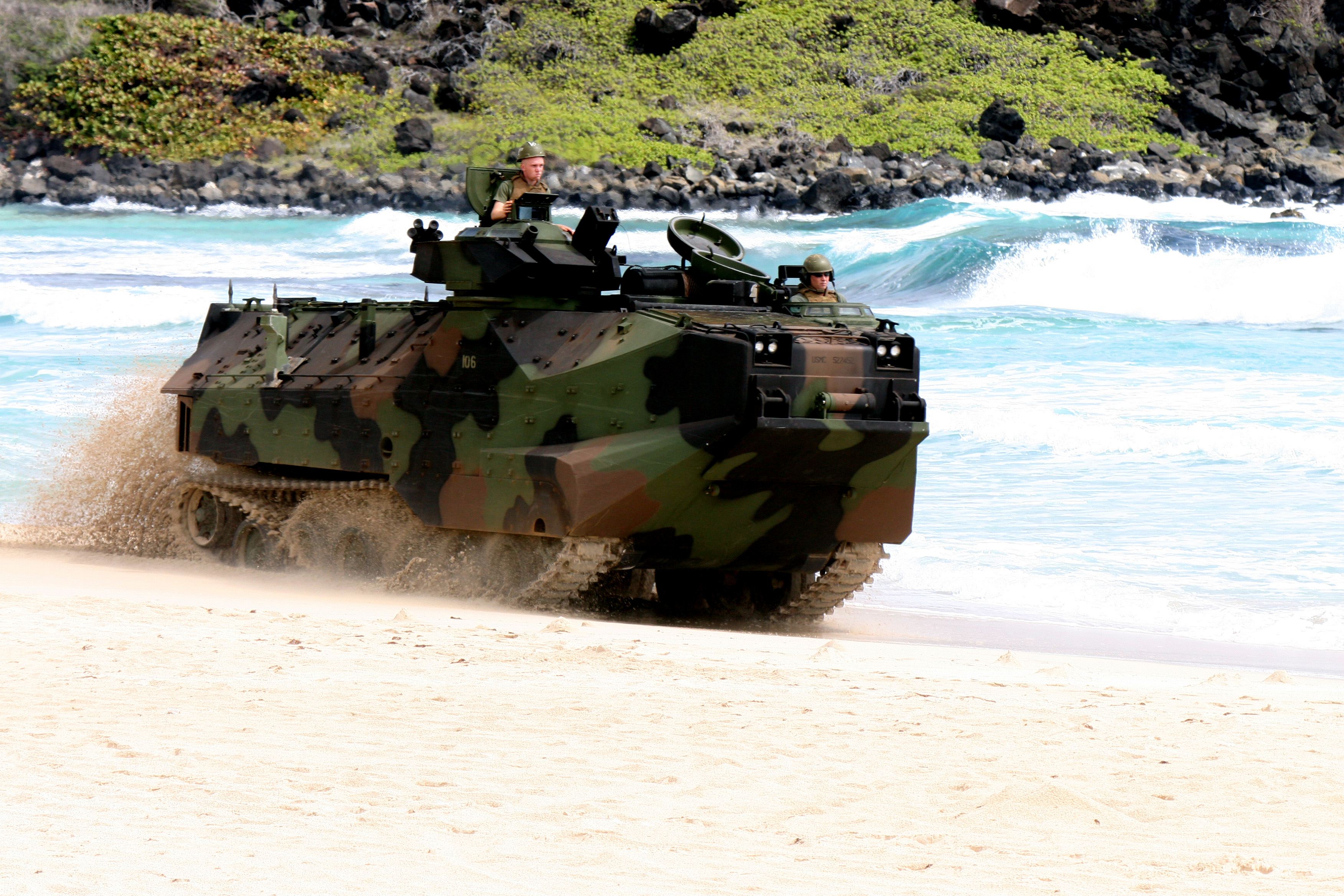
Amphibisches Angriffsfahrzeug am Pyramid Rock Beach (2010)
Simuliertes heimliches Landemanöver am Pyramid Rock Beach (2013)
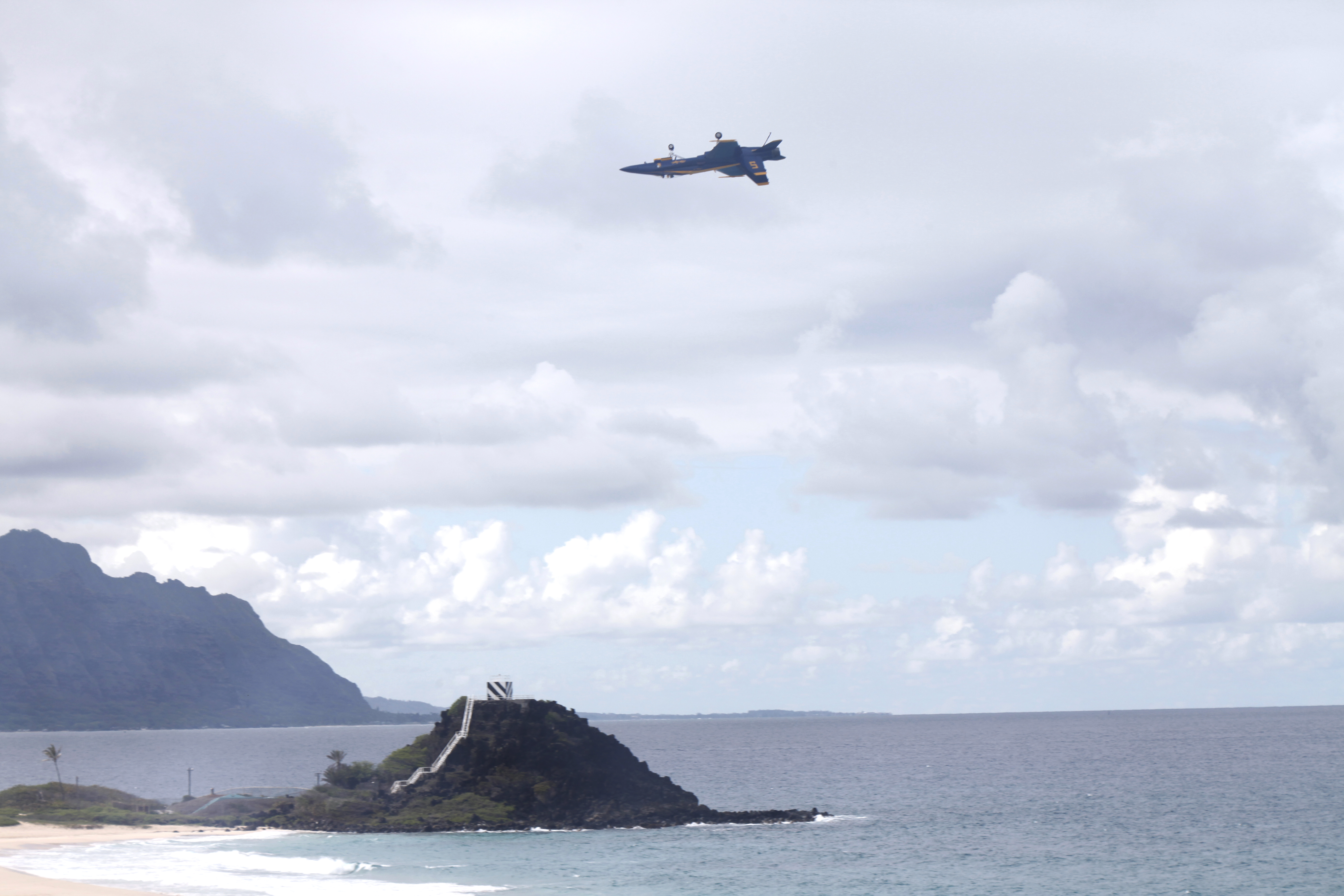
Flugvorführung der US-Navy umgedreht über dem Pyramid Rock (2010)